# Histórias de Alice
Histórias de Alice é um filme brasileiro de 2016 do gênero drama, dirigido por Oswaldo Caldeira e co-produzido por Brasil e Portugal.

## Sinopse
Conta a história de um cineasta brasileiro, Lucas. Ao falecer sua mãe, Alice, em Belo Horizonte, busca as raízes portuguesas de sua família, do outro lado do oceano, descobrindo uma intricada história de amor.
O pai de Lucas, Olavo, era filho de um industrial português muito rico, Joaquim, é deserdado ao se casar com Alice, a mãe de Lucas, mulher muito pobre que morava numa casa de cômodos na cidade do Porto, em Portugal. Diante da iminência da Segunda Grande Guerra Mundial, todos partem para o Brasil, fixando-se em Minas Gerais.
Ao investigar seu passado mais remoto, Lucas faz descobertas sobre possíveis atos criminosos de seu próprio pai, Olavo. Lucas é ajudado por Teresa, uma jovem portuguesa que trabalha como restauradora de antigas igrejas portuguesas, no interior de Portugal. Lucas, auxiliado por Teresa, procura reconstituir as histórias de sua mãe Alice, e acaba se apaixonando por Teresa.
Ao entrar em contato com Miguel – namorado de Teresa e perigoso aventureiro – Lucas transforma sua própria vida num enredo de surpreendentes e perigosas aventuras, no percurso da intricada trilha da reconstituição da verdade e da busca do sentido da vida.

## Elenco
- Leonardo Medeiros.... Lucas
- Ana Moreira.... Alice
- Filipe Duarte.... Olavo
- Victor Norte.... Joaquim
- Diana Costa e Silva.... Teresa
- Ivo Canelas.... MIguel